# Super Tank
Super Tank è un videogioco arcade di genere sparatutto a schermata fissa, sviluppato da Video Games GmbH e pubblicato da Computran. Il titolo venne distribuito anche in Giappone tramite SNK.

## Modalità di gioco
Il gameplay di Super Tank è un misto tra Pac-Man e Tank Battalion. Il giocatore controlla un carro armato giallo attraverso dei livelli articolati in due fasi. Nella prima deve raccogliere i quadratini verdi e al tempo stesso sparare ai carri rossi nemici che appaiono sul campo di gioco, un po' alla volta. Acquisendo un rombo rosso il carro diventa temporaneamente invincibile e potrà speronare i carri nemici senza perdere una vita. Il giocatore, una volta che avrà annientato i carri e raccolto tutti i quadratini passa alla seconda fase, dove dovrà affrontare un enorme carro armato; esso viene distrutto centrando al suo punto debole (la torretta). Quest'ultima fase, nei livelli più avanzati è resa complicata dalla continua apparizione di piccoli carri armati. La partita termina dopo che le vite a disposizione sono esaurite. 